# Sanja Vučić
Sanja Vučić (Servisch: Сања Вучић; Kruševac, 8 augustus 1993) is een Servische zangeres.

## Biografie
Vučić studeerde muziek in haar geboortestad Kruševac. Ze startte haar muzikale carrière in 2012 door in de band ZAA te stappen. In 2016 werd ze door de Servische openbare omroep intern geselecteerd om haar land te vertegenwoordigen op het Eurovisiesongfestival 2016, dat gehouden werd in de Zweedse hoofdstad Stockholm. Ze haalde er de finale en werd daarin 18de.
In 2020 werd ze geselecteerd om naar het Eurovisiesongfestival 2020 te gaan als lid van de groep Hurricane. Het festival werd afgelast door de coronapandemie. Later op het jaar werd bevestigd dat Hurricane de Servische kandidaat zou zijn voor het Eurovisiesongfestival 2021, waarin ze uiteindelijk 15e werden.
2007: Marija Šerifović · 
2008: Jelena Tomašević feat. Bora Dugić · 
2009: Marko Kon & Milaan · 
2010: Milan Stanković · 
2011: Nina Radojčić · 
2012: Željko Joksimović · 
2013: Moje 3 · 
2015: Bojana Stamenov · 
2016: Sanja Vučić · 
2017: Tijana Bogićević · 
2018: Sanja Ilić & Balkanika · 
2019: Nevena Božović · 
2021: Hurricane · 
2022: Konstrakta · 
2023: Luke Black · 
2024: Teya Dora · 
2025: Princ